# Église Saint-Vaast d'Hallennes-lez-Haubourdin
Pour les articles homonymes, voir Église Saint-Vaast.
L'église Saint-Vaast est une église située à Hallennes-lez-Haubourdin dans le département du Nord en région Hauts-de-France.

## Histoire
La nef de l'église en pierre calcaire blanche de Lezennes date du XIIe siècle, le clocher est ajouté en 1518 à la demande du seigneur Marc de Cuinghien.
Une statue de Saint-Roch réalisée par Julien Destrée est présente dans l'église.